# Усожа (приток Свапы)
Усо́жа (Усож, Сожа, Усожь) — река в Курской области России, левый и самый крупный приток Свапы. Длина — 95 километров. Протекает по территории Фатежского и Железногорского районов.

## Происхождение названия
По мнению филолога А. И. Ященко происхождение гидронима неясно. Лингвисты В. Н. Топоров и О. Н. Трубачёв полагали, что название «Усожа» возникло на русской почве от гидронима Сож, который, в свою очередь, имеет несколько версий происхождения. Наиболее убедительные из них следующие:
- Балтийская, предложенная М. Фасмером: от древнепрусского suge — дождь.
- Финно-угорская, предложенная К. Бугой: от финского susi — волк.

Усожей также называется река в Брянской области, берущая начало в месте пересечения границ Курской, Орловской и Брянской областей. Сходное название имеет река Сожа в Вологодской области и левый приток Днепра Сож.

## Описание
Берёт начало севернее деревни Орлянки Фатежского района, в 1 км от границы с Поныровским районом. Впадает в Свапу в центральной части Железногорского района, ниже села Жидеевка.
Правый берег Усожи высокий и холмистый, на нём расположен город Фатеж. Левый берег более пологий, равнинный. По течению реки встречаются болотистые низменности. Долина Усожи богата выходами известняка. Возле деревни Сухочево есть выходы жернового камня.

## Исторические сведения
Усожа весьма подробно описана в «Книге Большому чертежу» 1627 года:
А ниже Желени, вёрст с 16, пала в Свапу против Гнани речка Усожа, а Усожа вытекла по Московской дороге, что лежит из Курска в Кромы и во Мценск, вёрст с 8 от Тёплого колодезя. А в реку Усожу впала речка Гниловод, с правой стороны; вытекла из-под той же дороги. А ниже Гниловода, с другой стороны, пала в Усожу речка Руда, а ниже Руды пал колодезь Линец, а ниже Линца пал в Усожу колодезь Сусловец. А ниже Усожи на Свапе деревня Брысина…
В XVII—XVIII местность вокруг Усожи и её притоков называлась Усожским станом.

## Притоки
- Правые: Гниловод, Фатежик, Зерин Колодезь.
- Левые: Сороковой Колодезь, Шмарная, Хотемль, Руда, Холча, Любка, Радубежский ручей, Линчик, Бутеж, Сварливец, Воробьёвка.

## Населённые пункты
- Фатежский район: Фатеж, Сухочево, Солдатское, Шахово.
- Железногорский район: Верхнее Жданово, Нижнее Жданово, Басово, Новый Бузец, Рышково, Громашовка, Жидеевка.

## Поговорки о реке
Свапа да Усожа в Сейм текут, слава тебе Боже — не в Оку.
Данная поговорка возникла у курян, чтобы противопоставить себя жителям более северных губерний. Её произносит герой романа М. Горького «Дело Артамоновых» Илья Артамонов, предваряя словами: «Я свою сторону всё-таки похвалю: у нас обычаи помягче, народ поприветливее. Не зря, видно, у нас, курян, поговорка сложена…».